# Xiangcheng
Xiangcheng (项城市S, XiàngchéngP) è una città-contea della Cina, situata nella provincia di Henan e amministrata dalla prefettura di Zhoukou.